# 杜瓦米什河
杜瓦米什河（英語：Duwamish River）是美国华盛顿州西雅图的一条长约12英里（19）的河流，也可以视为格林河的下游部分，其人工疏浚的河口一段也被称为杜瓦米什水道（Duwamish Waterway）。名称来源于当地的土著部落杜瓦米什人。跨河的斯波坎街大橋是世界上第一座，也是唯一一座液压操作的混凝土双葉平轉橋。